# فرانکلین (لوئیزیانا)
فرانکلین (به انگلیسی: Franklin) شهری در ایالت لوئیزیانا کشور ایالات متحده آمریکا است که جمعیت آن در سرشماری سال ۲۰۱۰ میلادی، ۷٬۶۶۰ نفر بوده‌است.